# Fouka (distrito)
Fouka é um distrito localizado na província de Tipasa, Argélia. Sua capital é a cidade de mesmo nome. A população total do distrito era de 71 367 habitantes, em 2008.

## Comunas
O distrito está dividido em duas comunas:
- Fouka
- Douaouda